# Regierung Soro III

Wappen der Elfenbeinküste

Die Regierung Soro III ist eine ehemalige Regierung der Elfenbeinküste. Sie wurde am 5. Dezember 2010 im Auftrag von Alassane Ouattara gebildet, nahm am 11. April 2011, nach der Festnahme von Laurent Gbagbo im Zuge der Regierungskrise 2010/2011, die Arbeit auf und wurde von Premierminister Guillaume Soro angeführt.
Durch die Konflikte rund um die zweite Runde der Präsidentschaftswahl 2010 existierte sie parallel mit der Regierung Aké N’Gbo die kurz danach, ebenfalls am 5. Dezember, durch Gilbert Marie N’gbo Aké im Auftrag von Laurent Gbagbo zusammengestellt wurde.
Nach der offiziellen Bekanntgabe der Ergebnisse der Parlamentswahl 2011 am 8. März 2012 trat die Regierung Soro III zurück.

## Zusammensetzung
- Präsident: Alassane Ouattara
- Premier- und Verteidigungsminister: Guillaume Soro
- Stellvertreter des Premierministers, Generalsekretär des Präsidenten: Amadou Gon Coulibaly

### Ministerien
| Posten                                  | Name                          | Bemerkungen                  |
| --------------------------------------- | ----------------------------- | ---------------------------- |
| Justizminister                          | Jeannot Ahoussou-Kouadio      | -                            |
| Planungs- bzw. Verkehrsminister         | Albert Mabri Toikeusse        | -                            |
| Innenminister                           | Hamed Bakayoko                | -                            |
| Außenminister                           | Gervais Jean-Baptiste Kouakou | -                            |
| Finanz- und Wirtschaftsminister         | Charles Koffi Diby            | -                            |
| Landwirtschaftsminister                 | Remi Kouadio Allah            | -                            |
| Infrastrukturminister                   | Patrick Achi                  | Pressesprecher der Regierung |
| Energieminister                         | Adama Toungara                | -                            |
| Minister für Öffentlichen Dienst        | Konan Gnamien                 | -                            |
| Jugend-, Gesundheits- und Sportminister | Dagobert Banzio               | -                            |
| Bildungsminister                        | Kandia Camara                 | -                            |